# Нойкирхен (Рудные горы)
Нойкирхен (нем. Neukirchen/Erzgeb.) — община в Германии, в земле Саксония. Подчиняется административному округу Кемниц. Входит в состав района Рудные Горы. Население составляет 6982 человека (на 31 декабря 2010 года). Занимает площадь 20,12 км².